# 鍵本肇
鍵本 肇（かぎもと はじめ、1945年 -）は、高知県出身の元卓球選手。現役時代は日本代表として世界卓球選手権で金メダルを獲得した。国際卓球連盟世界ランキング最高位は12位。

## 経歴
高知県立須崎工業高等学校、早稲田大学卒業。なお父は須崎工高の職員だった。
1965年度、北京国際卓球大会シングルスで銀メダル。全日本卓球選手権大会では斉藤敏男と出場した男子ダブルスで長谷川信彦 / 馬場園憲組を2-0で下し優勝。
1966年度、全日本学生卓球選手権大会シングルスで優勝。
1967年度、ストックホルム (スウェーデン) で開催された第29回世界卓球選手権では河原智と出場した男子ダブルスで16強。団体で河原、木村興治、河野満、長谷川とともに金メダル。世界ランキング12位。シンガポールで開催されたアジア卓球選手権で長谷川と出場した男子ダブルスで銀メダル。団体では伊藤繁雄・井上哲夫・河野・長谷川とともに金メダル。
1968年度、世界ランキング14位。

## 表彰
- 朝日スポーツ賞 - 1967年[6]